# Christoph Martin Wieland

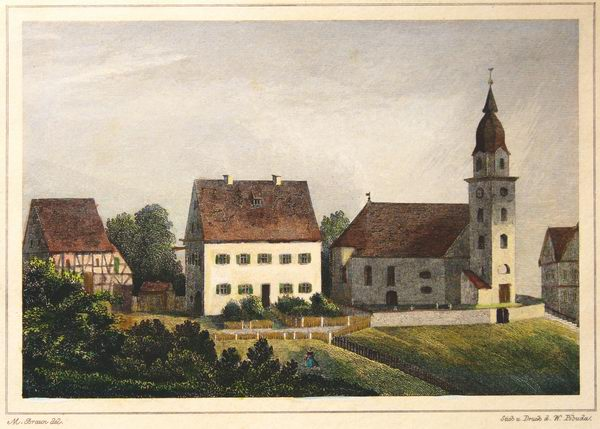
Wielandův rodný dům v Oberholzheimu

Christoph Martin Wieland (5. září 1733 Oberholzheim u Laupheimu ve Švábsku – 20. ledna 1813 Výmar) byl německý spisovatel, překladatel a vydavatel epochy osvícenství a tzv. výmarské klasiky.

## Život a dílo
Wieland studoval filosofii v Erfurtu a práva v Tubinkách (Tübingen). Jeho raná díla byla ovlivněna F. G. Klopstockem a nesou známky pietismu. Od roku 1762 překládal Shakespearova dramata, čímž významně obohatil a ovlivnil pozdější německou literaturu. Dalšími autory, které překládal, jsou Horatius, Cicero a Lúkiános. V letech 1773–1810 vydával literární časopis Der Teutsche Merkur. Důležitým dílem je Příběh Agathonův (Geschichte des Agathon), který vyšel v různých verzích 1766/1767, 1773 a 1794), ve kterém Wieland pod antickou maskou podává obraz svého vlastního duchovního vývoje. Z roku 1780 pochází pohádková veršovaná povídka Oberon. Romantická hrdinská báseň o dvanácti zpěvech (Oberon: Ein romantisches Heldengedicht in zwölf Gesängen).
Pozdní léta strávil ve Výmaru, kde společně s Goethem, Herderem a Schillerem náležel k tzv. výmarské klasice. Zde ještě v roce 1808 vstoupil do zednářské lóže.
Wielandův román Agathon, ve kterém se pojednává mj. o vzdělávání, možnosti celkové společenské reformy, ale také pádu „politického Ikara“, významně ovlivnil Adama Weishaupta při budování řádu Iluminátů.

## Fotogalerie

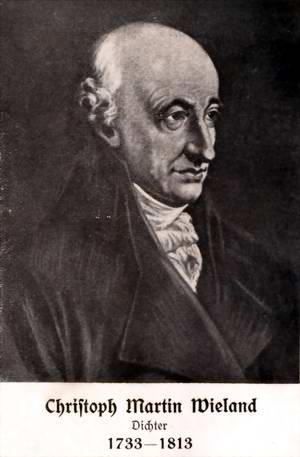
Christoph Martin Wieland
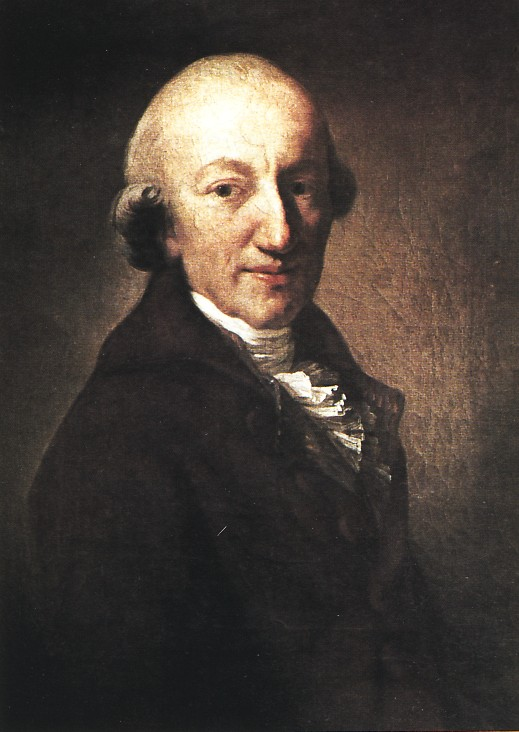
Christoph Martin Wieland
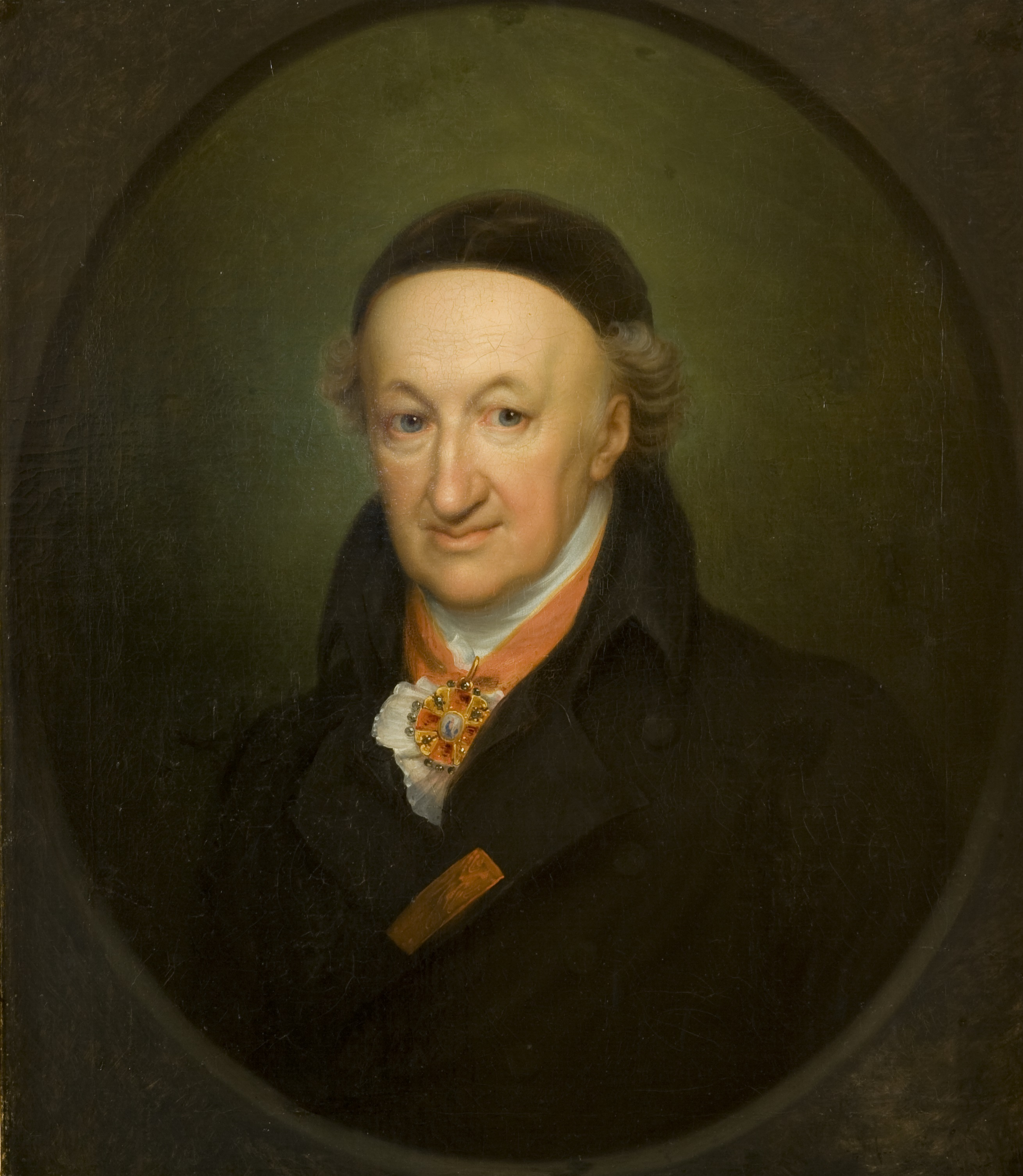
Christoph Martin Wieland
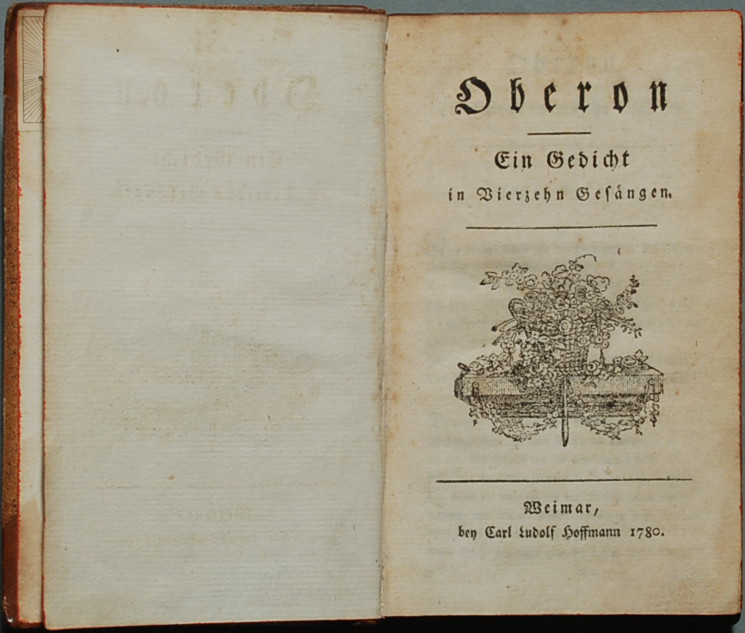
Christoph Martin Wieland. Oberon. (1780)
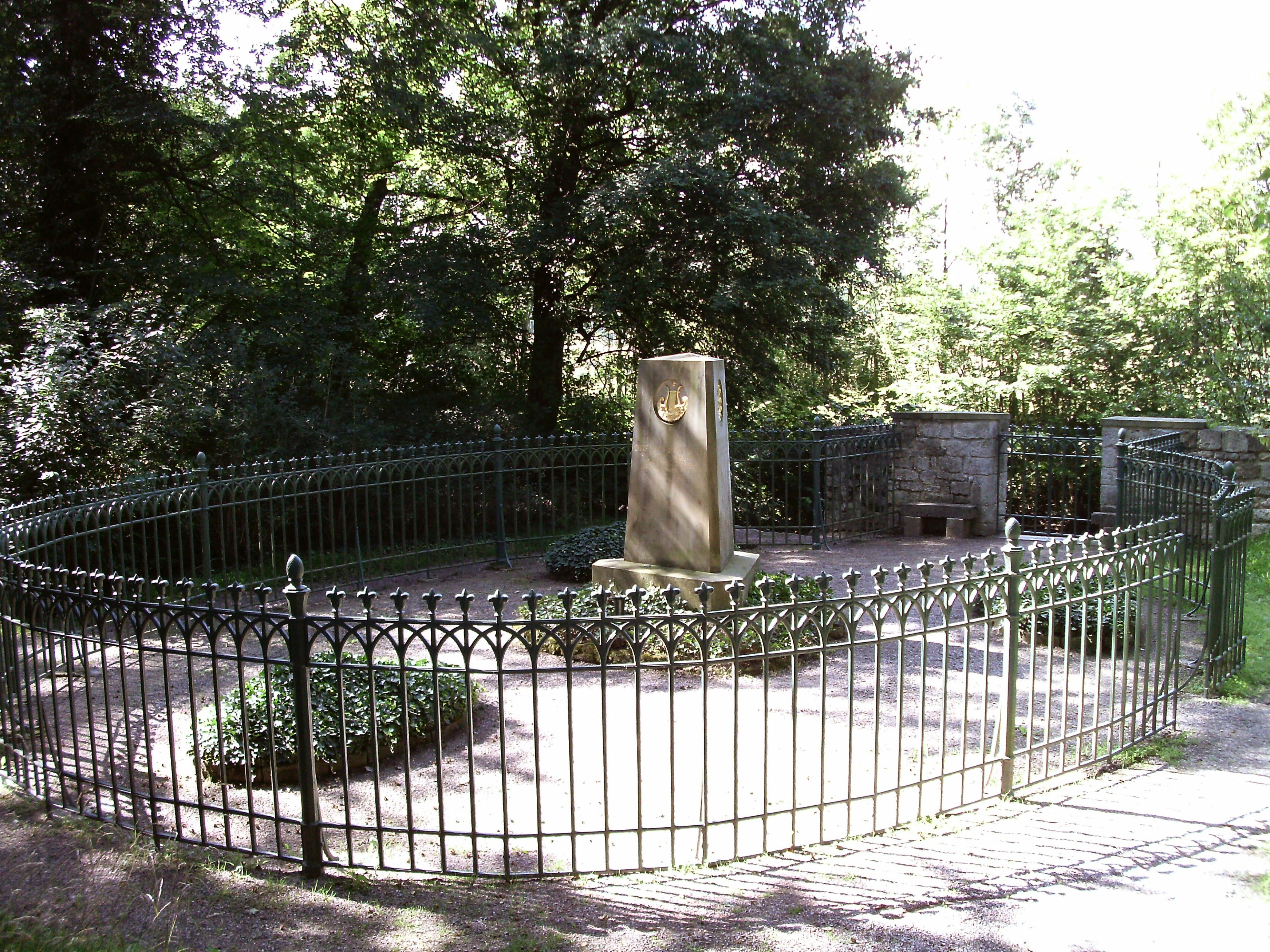
Hrob. (Wielandgut, Oßmannstedt, Výmar)
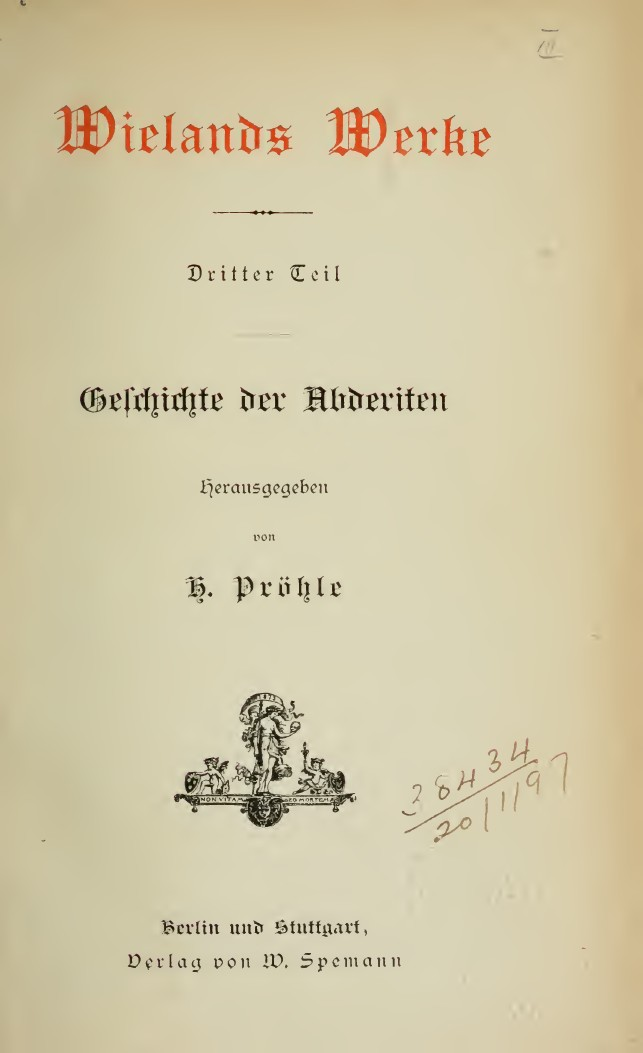
Geschichte der Abderiten